# Heteroplax
Heteroplax is een geslacht van kreeftachtigen uit de klasse van de Malacostraca (hogere kreeftachtigen).

## Soorten
- Heteroplax dentata Stimpson, 1858
- Heteroplax transversa Stimpson, 1858